# Garnisonsregementet i Stralsund
För andra betydelser, se Garnisonsregementet i Stralsund (olika betydelser).
Garnisonsregementet i Stralsund var ett svenskt värvat infanteriregemente som verkade under fler namn åren 1721-1798. Namnet Garnisonsregementet i Stralsund kan vara missvisande, då regementet endast åren 1729-1746, samt 1758-1766, var förlagt i Stralsund. Övrig tid var det förlagt till södra Sverige, och då främst i Landskrona.

## Historia
Regementet sattes upp i Malmö 1721 av Västra och Östra skånska infanteriregementena samt Bergsregementet. Under åren 1721 till och med 1728 utgjorde regementet garnison i ett flertal städer i södra Sverige. Omkring 1729 förflyttades regementet till Stralsund. Regementet blev i Svenska Pommern fram till år 1746 då det återigen blev förlagt till Sverige. Under perioden 1758 till och med 1766 återvänder regementet till Stralsund, för att efter 1766 åter förläggas till Sverige och denna gång till Landskrona, där man kvarblev. År 1798 slogs regementet ihop med Konungens eget värvade regemente.

### Uniform
Regementet hade röda uppslag och rabatter, precis som Spenska regementet som också sattes upp i Stalsund. Troligen kommer färgen från Stralsunds stadsvapen, och den röda färgen överförs sedan till Konungens eget värvade regementes uniform.

### Framstående personer vid regementet
- Didrik Bildt - överstelöjtnant vid regementet, som deltog under Gustav III:s ryska krig.

## Förbandschefer
- 1721 – 1728: Carl Posse
- 1728 – 1737: Carl August Dohna
- 1737 – 1749: Klas Filip von Schwerin
- 1749 – 1755: Carl Gustav Cronhiort
- 1755 – 1763: Johan Maximilian Löwenfels
- 1763 – 1796: Johan Vilhelm Sprengtporten
- 1796 – 1798: Georg Peter Danckwardt

## Namn, beteckning och förläggning[1]
| Posses värvade regemente         | 1721 | – | 1728 |
| Dohnas värvade regemente         | 1728 | – | 1737 |
| von Schwerins värvade regemente  | 1737 | – | 1749 |
| Cronhiorts värvade regemente     | 1749 | – | 1755 |
| Löwenfelts värvade regemente     | 1755 | – | 1763 |
| Sprengtportens värvade regemente | 1763 | – | 1796 |
| Danckwardts värvade regemente    | 1796 | – | 1798 |

| Malmö och Skåne (F) | 1721 | – | 1729 |
| Stralsund (F)       | 1729 | – | 1746 |
| Sverige (F)         | 1746 | – | 1758 |
| Stralsund (F)       | 1758 | – | 1766 |
| Landskrona (F)      | 1766 | – | 1798 |